# Гротегаст
Гротегаст (нидерл. Grootegastо файле) — деревня и бывшая община на севере Нидерландов, в провинции Гронинген. Население Гротегаста на 1 января 2007 года составляло 12 151 человек.
Гротегаст расположена на юго-западе провинции Гронинген, в месте пересечения границ провинций Гронинген, Фрисландия и Дренте. «Groot» на нидерландском языке означает «большой», а «gast» или «gaast» — «песчаную почву».
Среди известных уроженцев общины Гротегаст выделяют Абеля Тасмана из деревни Лютьегаст, открывшего для европейцев в XVII веке Новую Зеландию.
1 января 1990 года деревня Гротегаст была объединена с Олдекерком для формирования новой общины под названием Гротегаст. 1 января 2018 года Гротегаст вместе с общинами Лек, Марюм и Зёйдхорн были объединены в новую общину Вестерквартир.